# Sinosenecio
Sinosenecio es un género de plantas herbáceas perteneciente a la familia de las asteráceas. Comprende 48 especies descritas y de estas, solo 37 aceptadas.

## Taxonomía
El género fue descrito por  Rune Bertil Nordenstam y publicado en Opera Botanica 44: 48–51, f. 22F–K, 23. 1978.

## Especies aceptadas
A continuación se brinda un listado de las especies del género Sinosenecio aceptadas hasta agosto de 2012, ordenadas alfabéticamente. Para cada una se indica el nombre binomial seguido del autor, abreviado según las convenciones y usos.
1. Sinosenecio bodinieri
2. Sinosenecio changii
3. Sinosenecio chienii
4. Sinosenecio cortusifolius
5. Sinosenecio cyclaminifolius
6. Sinosenecio dryas
7. Sinosenecio eriopodus
8. Sinosenecio euosmus
9. Sinosenecio fangianus
10. Sinosenecio fanjingshanicus
11. Sinosenecio globiger
12. Sinosenecio guangxiensis
13. Sinosenecio guizhouensis
14. Sinosenecio hainanensis
15. Sinosenecio hederifolius
16. Sinosenecio homogyniphyllus
17. Sinosenecio hunanensis
18. Sinosenecio jiuhuashanicus
19. Sinosenecio latouchei
20. Sinosenecio leiboensis
21. Sinosenecio ligularioides
22. Sinosenecio oldhamianus
23. Sinosenecio palmatilobus
24. Sinosenecio palmatisectus
25. Sinosenecio phalacrocarpoides
26. Sinosenecio phalacrocarpus
27. Sinosenecio rotundifolius
28. Sinosenecio saxatilis
29. Sinosenecio septilobus
30. Sinosenecio subcoriaceus
31. Sinosenecio subrosulatus
32. Sinosenecio sungpanensis
33. Sinosenecio trinervius
34. Sinosenecio villifer
35. Sinosenecio wuyiensis